# マグデブルク・テレマン音楽祭
マグデブルク・テレマン音楽祭（ドイツ語: Magdeburger Telemann-Festtage）は、ドイツのマクデブルクで隔年で開かれる音楽祭。マグデブルクはゲオルク・フィリップ・テレマンの出身地。通常、テレマンの誕生日の3月14日前後より開催される。
1962年、テレマン研究会と東ドイツ文化協会により最初の音楽祭が開催された。1967年からテレマン研究会とマグデブルク市の共催となった。東ドイツ時代は不定期の開催（1962年、1965年、1967年、1970年、1973年、1977年、1981年、1984年、1987年）で、名称も数回変更している（1981年には東ドイツ・テレマン記念祭、1984年には東ドイツ・テレマン記念祭）。統一後の1990年より隔年で開催されることになり、1992年に現在の名称になった。